# 日立キドカラーの歌
「日立キドカラーの歌」（ひたちキドカラーのうた）は、日立製作所（以下日立と称す）のテレビ受像機の当時の主力製品の一つであったキドカラーの販売促進を目的として作成されたコマーシャルソングである。

## 概要
1968年、日立は当時の最新技術を駆使したカラーテレビである「キドカラー」を発表した。また「ピタリコン」というのはスライドレバー（直線的に動かす可変抵抗器）と緑のチューニング・アイ（同調の具合を示す真空管、マジックアイ）を使用した新装置で、それを販売開始するにあたり、日立はコマーシャルソングの作成を依頼した。
小林亜星の作詞・作曲で同年に発表されたこの曲はテレビコマーシャル以外にも、当時としては画期的かつ先進的な宣伝方法であった飛行船「キドカラー号」を使用した宣伝でも使用された。航行中にキドカラー号からこの曲やピタリコンのサウンドロゴを流したこの宣伝方法は、同業他社や各メディアからも注目された。この曲の内容も小林の手により、キドカラー号による宣伝に合うように作詞及び作曲されていた。
この楽曲を歌っていたのはザ・ピーナッツであった。これはザ・ピーナッツ歌唱の曲で唯一の小林の作品である。
この曲は、上記のキドカラー号による宣伝やテレビコマーシャル、日立の家電製品取扱電器店の店頭および店内でのデモンストレーションで使用されていたが、それ以外では販売促進用に日立製品を取り扱う電器店の一部で日立製品購入者に配布された程度であるため、長らく一般には市販されていなかったが、2004年11月26日にザ・ピーナッツのデビュー45周年記念で作成された10枚組のボックスCDの「ザ・ピーナッツ メモリーズBOX」（キングレコード）でこの曲が収録され、一般にも入手が可能となった。
当時購入者に配布されていたフォノシート（レコード）（「ピタリコンのついた 日立キドカラーの歌」と表記されていた）のディスクジャケットには表にザ・ピーナッツの写真とキドカラー号のイラストがカラーで印刷されており、内側には楽譜と歌詞が書かれていたものであり、これは市販レコードに匹敵する本格的なものであった。
現在、キドカラー自体は製造・発売を終了している。